# شهرستان هانتینگدان (پنسیلوانیا)
شهرستان هانتینگدان، پنسیلوانیا (به انگلیسی: Huntingdon County, Pennsylvania) شهرستانی در ایالات متحده آمریکا است که در پنسیلوانیا واقع شده‌است.

## خصوصیات
شهرستان هانتینگدان ۲٬۳۰۲٫۵۱ کیلومترمربع مساحت دارد.